# Ptecticus furcatus
Ptecticus furcatus är en tvåvingeart som beskrevs av Mcfadden 1982. Ptecticus furcatus ingår i släktet Ptecticus och familjen vapenflugor. Inga underarter finns listade i Catalogue of Life.